# Нижние Услы
Нижние Услы (баш. Түбәнге Уҫылы) — село в Стерлитамакском районе Башкортостана, входит в состав Услинского сельсовета.

## Географическое положение
Расстояние до:
- районного центра (Стерлитамак): 30 км,
- центра сельсовета (Верхние Услы): 2 км,
- ближайшей ж/д станции (Стерлитамак): 30 км.

## Население
| 2002 | 2009 | 2010 |
| ---- | ---- | ---- |
| 399  | ↗459 | ↘444 |

## Религия
В селе есть мечеть «Кифа».

## Известные жители
- Аскаров, Салимгарей Сахибгареевич (1936—1991) — советский деятель сельского хозяйства, Герой Социалистического Труда.
- Аскарова, Гульсум Зайнулловна (род. 1942) — советская колхозница, депутат Верховного Совета СССР Х созыва.
- Насыров, Юнер Яруллович (1935—2002) — советский и российский художник.
- Паль, Роберт Васильевич (род. 1938) — советский и российский писатель.